# 赵化明
赵化明（1957年9月—），男，辽宁黑山人，中华人民共和国政治人物。沈阳化工学院化工机械专业毕业，大连海事大学国际法学专业在职研究生。

## 生平
1986年4月加入中国共产党。历任辽宁省兴城市委常委、常务副市长、代市长、市长、市委书记，营口市副市长、市委常委、常务副市长、市委副书记、代市长、市长、市委书记等职。2010年7月任辽宁省人民政府副省长。